# Eriodonta leucorhetha
Eriodonta leucorhetha är en fjärilsart som beskrevs av Willie Horace Thomas Tams 1935. Eriodonta leucorhetha ingår i släktet Eriodonta och familjen tandspinnare. Inga underarter finns listade i Catalogue of Life.